# Северинув (Отвоцький повіт)
Северинув (пол. Sewerynów) — село в Польщі, у гміні Собене-Єзьори Отвоцького повіту Мазовецького воєводства.
Населення — 20 осіб (2011).
У 1975-1998 роках село належало до Седлецького воєводства.

## Демографія
Демографічна структура станом на 31 березня 2011 року:
|          | Загалом | Допрацездатний вік | Працездатний вік | Постпрацездатний вік |
| -------- | ------- | ------------------ | ---------------- | -------------------- |
| Чоловіки | 9       | 2                  | 6                | 1                    |
| Жінки    | 11      | 2                  | 9                | 0                    |
| Разом    | 20      | 4                  | 15               | 1                    |